# العلاقات اليونانية الكولومبية
العلاقات اليونانية الكولومبية هي العلاقات الثنائية التي تجمع بين اليونان وكولومبيا.

## مقارنة بين البلدين
هذه مقارنة عامة ومرجعية للدولتين:
| وجه المقارنة                                              | اليونان                                                                             | كولومبيا        |
| --------------------------------------------------------- | ----------------------------------------------------------------------------------- | --------------- |
| المساحة (كم2)                                             | 131.96 ألف                                                                          | 1.14 مليون      |
| عدد السكان (نسمة)                                         | 10.76 مليون                                                                         | 49.07 مليون     |
| الكثافة السكانية (ن./كم²)                                 | 81.54                                                                               | 43.04           |
| العاصمة                                                   | أثينا، نافبليو                                                                      | بوغوتا          |
| اللغة الرسمية                                             | لغة يونانية، اليونانية الديموطيقية ‏                                                 | اللغة الإسبانية |
| العملة                                                    | يورو، دراخما، فينيكس يوناني ‏                                                        | بيزو كولومبي    |
| الناتج المحلي الإجمالي (بليون دولار)                      | 200.29 مليار                                                                        | 309.19 مليار    |
| الناتج المحلي الإجمالي (تعادل القوة الشرائية) بليون دولار | 285.45 مليار                                                                        | 724.96 مليار    |
| الناتج المحلي الإجمالي الاسمي للفرد دولار أمريكي          | 18.00 ألف                                                                           | 7.60 ألف        |
| الناتج المحلي الإجمالي للفرد دولار أمريكي                 | 26.85 ألف                                                                           | 13.36 ألف       |
| مؤشر التنمية البشرية                                      | 0.865                                                                               | 0.720           |
| رمز المكالمات الدولي                                      | +30                                                                                 | +57             |
| رمز الإنترنت                                              | .gr                                                                                 | .co             |
| المنطقة الزمنية                                           | توقيت شرق أوروبا، ت ع م+02:00، ت ع م+03:00، توقيت شرق أوروبا الصيفي ‏، أوروبا/أثينا ‏ | 00              |

## مدن متوأمة
في ما يلي قائمة باتفاقيات التوأمة بين مدن يونانية وكولومبية:
- ترتبط أثينا مع بوغوتا باتفاقية توأمة منذ 18 سبتمبر 1991.

## منظمات دولية مشتركة
يشترك البلدان في عضوية مجموعة من المنظمات الدولية، منها:
| علم المنظمة | اسم المنظمة                               | تاريخ انضمام اليونان | تاريخ انضمام كولومبيا |
| ----------- | ----------------------------------------- | -------------------- | --------------------- |
|             | مؤسسة التنمية الدولية                     | 9 يناير 1962         | 16 يونيو 1961         |
|             | يونسكو                                    | 4 نوفمبر 1946        | 31 أكتوبر 1947        |
|             | وكالة ضمان الاستثمار متعدد الأطراف        | 30 أغسطس 1993        | 30 نوفمبر 1995        |
|             | حلف شمال الأطلسي                          | 18 فبراير 1952       | ?                     |
|             | الأمم المتحدة                             | 25 أكتوبر 1945       | 5 نوفمبر 1945         |
|             | الفريق المعني برصد الأرض                  | ?                    | ?                     |
|             | الاتحاد البريدي العالمي                   | ?                    | ?                     |
|             | البنك الدولي للإنشاء والتعمير             | 27 ديسمبر 1945       | 24 ديسمبر 1946        |
|             | المنظمة الهيدروغرافية الدولية             | ?                    | ?                     |
|             | الاتحاد الدولي للاتصالات                  | 1866                 | 25 أغسطس 1914         |
|             | منظمة حظر الأسلحة الكيميائية              | ?                    | ?                     |
|             | مؤسسة التمويل الدولية                     | 26 سبتمبر 1957       | 20 يوليو 1956         |
|             | المركز الدولي لتسوية المنازعات الاستشارية | 21 مايو 1969         | 14 أغسطس 1997         |
|             | منظمة التجارة العالمية                    | 1995                 | ?                     |
|             | منظمة الشرطة الجنائية الدولية             | ?                    | ?                     |

## أعلام
هذه قائمة لبعض الشخصيات التي تربطها علاقات بالبلدين:
- تاليانا فارغاس (20 ديسمبر 1987[23] – )
- مايرو مانوتاس (لاعب كرة قدم كولومبي، 15 يوليو 1995[24] – )

## وصلات خارجية
- موقع وزارة الخارجية اليونانية